# Bolsa de Valores de Colombia
Pour les articles homonymes, voir BVC.
La Bolsa de Valores de Colombia (BVC) est la principale bourse des valeurs de Colombie.  Elle fut créée le 3 juillet 2001 par la fusion des trois bourses des valeurs colombiennes : la bourse de Bogota (espagnol : Bolsa de Bogota), la bourse de Medellín (espagnol : Bolsa de Medellin) et la bourse occidentale de Cali (espagnol : Bolsa de Occidente). Les principaux bâtiments sont situés à Bogota, Medellín et Cali.

## Histoire
L'idée d'une bourse des valeurs en Colombie apparut originellement à Medellin au début du XXe siècle avec une initiative en 1901 puis à Bogota en 1903 avec une ouverture infructueuse. Mais il fallut attendre la fin des années 1920 pour que le paysage politique et socio-économique permette la survie d'une bourse des valeurs. 
Au milieu de l'année 1928, un groupe d'entrepreneurs et d'officiels de Colombie et d'ailleurs organisèrent la promotion de la bourse des valeurs de Bogota afin d'établir l'environnement opérationnel et judiciaire de l'organisation nouvellement créée. Le juriste et Ministre de l'Économie Jorge Soto del Corral définit les régulations de la nouvelle entité et le 23 novembre 1928 le décret 1702 fut signé et définit la bourse des valeurs de Bogota comme étant une entreprise publique. Le 6 mai 1929, le premier conseil d'administration fut élu. 
En mars 1929, les 17 premiers traders furent engagés par le surintendant bancaire Gonzalo Cordoba et le 25 avril les compagnies et entreprises enregistrèrent leurs actions, notamment les banques, les entreprises de services financiers, les compagnies manufacturières et de services commerciaux. Parmi elles, la banque colombienne connue aujourd'hui sous le nom de Bancolombia, listée dans l'indice NYSE Composite (en) du New York Stock Exchange, et la compagnie aérienne SCADTA (aujourd'hui Avianca).
La bourse des valeurs de Bogota resta la seule bourse de Colombie jusqu'aux années 1950, lorsque Medellin créa sa propre bourse. Cela était particulièrement nécessaire pour le commerce du café car le lieu d'origine du marché du café était dans le département d'Antioquia.
Cali créa également sa bourse des valeurs au milieu des années 1970. 
La principale force directrice de ces bourses était la croissance économique qu'elles signifiaient pour leurs participants. Toutefois les procédures de la bourse originale et de la Banque de la République de Colombie (jouant un rôle similaire à la Réserve fédérale des États-Unis) étaient archaïques par rapport aux standards actuels.
L'évolution des politiques financières de l'État, les principes macroéconomiques fondamentaux, le développement d'un système financier, la création de partenariats et l'évolution du narcotrafic et de la violence qu'il suscite, furent des facteurs qui affaiblirent les marchés financiers colombiens durant les années 1970. Malgré ces problèmes et le fait que les bourses avaient tendance à perdre de vue leur mission originale d'être un moyen d'échange d'actions, leurs décideurs continuèrent à promouvoir la crédibilité de la bourse de Bogota en concentrant les opérations entre investisseurs potentiels et détenteurs d'actions. 
En 2001, il apparut nécessaire de fusionner les trois bourses régionales en une seule qui prit le nom de Bolsa de Valores of Colombia.

## Indices boursiers
La Bolsa de Valores de Colombia dispose de trois indices boursiers : l'IGBC, l'indice principal, le COL20 et le COLCAP.